# Басан Рамирес, Росио
Роси́о Баса́н Рами́рес (исп. Rocío Bazán Ramírez; род. 8 июля 1977, Эстепона, Андалусия) — известная испанская певица.

## Биография
Исполняет канте хондо с самого детства на самых престижных конкурсах. В 1996 году Национальный оркестр Андорры выбрал её в качестве исполнительницы в спектакль «Колдовская любовь» (версия 1915 года). Завоевала премию в категории «Молодой исполнитель» на Фестивале Канте де лас Минас (1999), а в 2002 — премию Песни Малаги. На XXII Бьеннале искусства фламенко в 2002 году получила самый престижный приз для молодого исполнителя — Хиральдильо. С этого момента её карьера — постоянное восхождение к вершинам искусства канте. Выступала с самыми известными мастерами — Ла Трини (La Trini), Эль Кохо Малага (El Cojo Málaga), Эль Канарьо (El Canario), Хуаном Брева (Juan Breva), Ла Рубья (La Rubia), Ла Репомпа (La Repompa) и пр, и на самых знаменитых площадках Испании — в Театре Сервантеса в Малаге, в Театре Лопе де Веги в Севилье, в Театре Кальдерона в Мадриде, Палау де ла Мусика в Барселоне и пр.. Росио Басан выбрана Институтом Сервантеса в качестве посланника культуры Испании, в результате чего она объездила центры Института в Париже, Лондоне, Москве, Дублине, Стамбуле, Брюсселе, Каире, Афинах и Маниле, представляя Фестиваль Канте де лас Минас.
Играет и поет в спектаклях «Контрабандисты» (2002), «Малага» (2005), «Андалусия, фламенко и человечество» (2006). В сентябре 2007 показала свой спектакль «Песни Испании», совместно с пианстом Энрике Басага. Участвует практически во всех крупных фестивалях искусства фламенко.
Вот что пишет о ней критика:

«Образцовая кантаора, способная к творчеству и импровизации. Будучи с детства посвященной в секреты сценического мастерства, она обладает силой и хваткой для того, чтобы передать самой взыскательной публике глубинную сущность своего творчества. Её голос полон оттенков и полутонов, а манера исполнения — необыкновенно индивидуальна и многообразна. Она свободно владеет всеми стилями канте, родившимся на земле Малаги, а для гранаин и петенер она разработала собственную формулу исполнения. И ей, поймавшей свой компа́с, есть чем гордиться».